# Царь Максимилиан
«Ца́рь Максимилиа́н» — пьеса Алексея Михайловича Ремизова по мотивам народной драмы «Царь Максимилиан», написанная в 1919 году. В основу сюжета легло описание драмы в «своде Бакрылова».

## История создания
В основу пьесы легло описание народной драмы «Царь Максимилиан» в своде Бакрылова, в котором автор собрал обширный фольклорный материал. Автор скомпилировал несколько ярких образцов народной драмы в русской культуре и создал свой вариант пьесы «Царь Максимилиан». Ознакомившись с этим произведением Бакрылова, Алексей Ремизов выразил мнение, что пьеса написана грубо и вульгарно, а её части соединены друг с другом механически. После заседания редакционной комиссии, на котором обсуждался свод Бакрылова, Ремизов принял решение создать свой вариант пьесы.
Ремизов работал над драмой не только как писатель, но и как ученый, во многом опираясь на историко-филологические работы:

«…Я, кладя мой, может быть, один единственный камень для создания будущего большого произведения, которое даст целое царство народного мифа, считаю моим долгом, не держась традиции нашей литературы, вводить примечания и рассказывать в них ход моей работы».
В своём произведении Ремизов попытался воплотить свои представления об идеальном народном театре — «театре площадей и дубрав» и мистериальном действе в противовес «театру стен». Практически это стремление выразилось в том, что Ремизов максимально упростил постановку пьесы и по сравнению с пьесой Бакрылова существенно сократил число персонажей. Уменьшив описательные ремарки, он сделал «шаг от натуралистического театра».

## Сюжет
Во многом сюжет народной драмы опирается на историю Петра I и царевича Алексея. Царь Максимилиан — царь, решивший жениться на иностранной царице и отказаться от православной веры. Сын царя, Адольф, выступает против женитьбы отца. Пытаясь переломить решение сына, царь Максимильян заключает Адольфа под стражу, а в конце концов и казнит.

### Герои
- Царь Максимилиан (Максимиян, Максимьян) — «грозный и сильный царь», задумавший жениться на заморской царевне, и отказаться от православной веры, а поклоняться «кумирическим богам». Ходит в короне и с орденами, размахивает скипетром или мечом.
- Адольф — сын царя Максимилиана, который отказывается молиться «кумирическим богам», за что царь Максимилиан его казнит. Ходит в военной форме, но попроще, чем у царя. После тюремного заключения — слабый и без знаков отличия.
- Рыцарь Брамбеус — призывает царя изменить своё решение, и не казнить ни в чём не повинного Адольфа, но царь Максимилиан его не слушает. Огромный и седой.
- Скороход — сообщает всем о воле царя Максимилиана.
- Старик-гробокопатель — готовит могилу для Адольфа (сам А. М. Ремизов сравнивал его с могильщиками в трагедии Шекспира «Гамлет»).
- Старуха-смерть — приходит за царём Максимилианом.